# Tarakvere jõgi
Tarakvere jõgi är ett vattendrag i Estland.   Det ligger i landskapet Jõgevamaa, i den centrala delen av landet, 140 km sydost om huvudstaden Tallinn.